# جون كولينز (عازف قيثارة)
جون كولينز (بالإنجليزية: John Collins)‏ هو عازف قيثارة أسترالي، ولد في 27 أبريل 1971 في أستراليا.

## وصلات خارجية
- جون كولينز على موقع ميوزك برينز (الإنجليزية)
- جون كولينز على موقع ديسكوغز (الإنجليزية)